# Kluyveromyces phaffii
Kluyveromyces phaffii är en svampart som beskrevs av Van der Walt 1971. Kluyveromyces phaffii ingår i släktet Kluyveromyces och familjen Saccharomycetaceae.   Inga underarter finns listade i Catalogue of Life.